# Ti West
Ti West, född 5 oktober 1980 i Wilmington, Delaware, är en amerikansk filmregissör, filmproducent, manusförfattare, filmklippare och skådespelare. Han är känd för sina skräckfilmer som till exempel The House of the Devil (2009) och The Innkeepers (2011).

## Filmografi
- 2007 – Trigger Man
- 2009 – The House of the Devil
- 2009 – Cabin Fever 2: Spring Fever
- 2011 – The Innkeepers
- 2012 – V/H/S
- 2012 – The ABCs of Death
- 2013 – The Sacrament
- 2016 – In a Valley of Violence
- 2022 – X
- 2022 – Pearl
- 2024 – Maxxxine